# نيلس موريتز
نيلس موريتز (بالسويدية: Nils Moritz)‏ هو ممثل سويدي، ولد في 5 مايو 1943 في إستونيا.

## وصلات خارجية
- نيلس موريتز على موقع IMDb (الإنجليزية)
- نيلس موريتز على موقع أول موفي (الإنجليزية)
- نيلس موريتز على موقع قاعدة بيانات الأفلام السويدية (السويدية)
- نيلس موريتز على موقع قاعدة بيانات الفيلم (الإنجليزية)